# 丹陽記
『丹陽記』（たんようき）は、中国南朝宋の建康（現在の南京市）周辺の地方史。南朝宋の山謙之が編纂した。ただし南朝宋の原本は失われており、現在残っているのは清の抄録である。六朝時代の丹陽郡及びその所属県の地理風俗について記載されており、特に山河や古跡に詳しかった。
都市ごとに3つの項目に分かれている。まず都市沿革で、領域・分野・官庁所在地・集落・主要路・橋・宿場などについてである。また地理風貌は、山河・沼湖・水源地などについてである。名勝古跡は、城門・宮殿・城郭・堂館・展望台・住居・邸宅・古陵墓・寺院・石碑などについてである。
分類が明確で、記述が詳細で、調査が確かである。建康周辺の早期の歴史に詳しく、南北朝時代の地方史として重要である。その後の歴史書にもいくぶんかの影響を与えた。

## 版本
- 清の順治時代刊行；清江西金渓県人王謨輯編、『漢唐地理書鈔』に収録されている
- 嘉慶本；清安徽歙県人黄奭輯、揚州『漢学堂知足斎叢書』
- 道光本；『説郛』本，内容はわずか7条と少ないが、入手しやすい。清順治の浙江李際期『説郛』
- 宛委山堂重刊本（後の順治四年に姚安陶珽増訂本の『四庫全書』に収められた）
- 民国十六年上海商務印書館鉛印本
- 民国十九年上海商務印書館鉛印本、1988年10月上海古籍出版社の影印本『説郛三種』第6冊